# Vanity Fair. Targowisko próżności
Vanity Fair. Targowisko próżności (Vanity Fair) – filmowa ekranizacja z roku 2004 klasycznej XIX-wiecznej powieści angielskiego pisarza Williama Thackeraya wydanej w Polsce jako Targowisko próżności. Adaptację wyreżyserowała Mira Nair. Film pokazuje obraz angielskiego społeczeństwa pierwszej połowy XIX w., w czasach wojen napoleońskich.

## Obsada
- Reese Witherspoon – Becky Sharp
- Angelica Mandy – młoda Becky Sharp
- James Purefoy – Rawdon Crawley
- Romola Garai – Amelia Sedley
- Jonathan Rhys Meyers – George Osborne
- Gabriel Byrne – Steyne
- Jim Broadbent – Joseph Sedley
- Bob Hoskins – Pitt
- Rhys Ifans – Dobbin
- Eileen Atkins – Panna Matilda Crawley
- Kathryn Drysdale Rhoda Swartz
- Nicholas Fell – Footman
- Douglas Hodge – Sir Pitt Crawley
- Sophie Hunter – Maria Osborne
- Natasha Little – Lady Jane Sheepshanks
- Richard McCabe – Jerzy IV
- Geraldine McEwan – Lady Southdown
- Brian Pettifer – Pan Raggles
- Camilla Rutherford – Lady Gaunt
- Alexandra Staden – Lady George
- Robert Pattinson – Older Rawd

## Fabuła
Becky Sharp (Reese Witherspoon), córka angielskiego malarza i francuskiej chórzystki. Osierocona w młodym wieku pragnie za wszelką cenę wyrwać się ze swego otoczenia i zaznać życia pełnego bogactwa i sławy.
Po ukończeniu szkoły Panny Pinkerton w Chiswick, Becky pragnie się dostać się do elity. Używa do tego całej swojej inteligencji i podstępów. Kobieta podejmuje pracę guwernantki dla córek sir Pitta Crawleya (Bob Hoskins). Becky szybko pozyskuje sympatię dzieci, a także bogatej, niezamężnej ciotki Crawleyów, Matildy (Eileen Atkins). Wkrótce staje się niezastąpiona w ich wiejskim gospodarstwie w Hampshire. Becky wie, że nie stanie się prawdziwą częścią elity, dopóki nie przeprowadzi się do miasta. Zdobywa zaufanie Matildy i kiedy ta zaprasza ją na stałe do Londynu, Becky natychmiast się zgadza.
Chcąc jeszcze bardziej zbliżyć się do rodziny Crawleyów, Becky poślubia w sekrecie spadkobiercę majątku Rawdona Crawleya (James Purefoy), ale kiedy Matilda odkrywa ich związek, wyrzuca dziewczynę z domu. Kiedy Napoleon rozpoczyna wojnę, Rawdon zgłasza się na pierwszą linię frontu. Przy brzemiennej Becky pozostaje Amelia, jej najlepsza przyjaciółka, której świeżo poślubiony mąż również trafia na front i wkrótce ginie w bitwie pod Waterloo.
Gdy z wojny wraca Rawdon, Becky rodzi syna, ale po wojnie nie wiedzie im się najlepiej. Zdeterminowana Becky, próbuje się dostać się do grona londyńskiej socjety i rozpocząć dostatnie i wygodne życie, poznaje wpływowego markiza Steyne'a (Gabriel Byrne), który wkrótce zostaje jej opiekunem.